# Grønvollfoss Station
Grønvollfoss Station (Grønvollfoss stasjon) er en tidligere jernbanestation på Tinnosbanen, der ligger i Notodden kommune i Norge. Stationen blev åbnet sammen med banen 9. august 1909 under navnet Grønvoldfoss, men stavemåden blev ændret til Grønvollfoss 1. januar 1922. Fra starten havde den status af holdeplads, men den blev opgraderet til station 30. maj 1965. Stationen mistede dog sin bemanding allerede 1. november 1970, og i 1975 blev den nedgraderet til trinbræt, efter at stationsbygningen, der var tegnet af Thorvald Astrup, var blevet revet ned. Persontrafikken på banen blev indstillet 1. januar 1991 og godstrafikken 5. juli samme år. Banen eksisterer dog stadig, og Grønvollfoss sidespor fremgår stadig af Jernbaneverkets stationsoversigt.